# مقاطعة ايسيك كول
ايسيك كول أوبلاستي هي واحدة من مناطق قيرغيزستان، عاصمتها كاراكول. ويحيط بها أوبليس ألماتي، وكازاخستان (شمالا)، وتشوي أوبلاستي (غربا)، ونارين أوبلاستي (جنوب غرب)، وشينجيانغ (الصين) (جنوب شرق). اسمها مأخوذ من بحيرة إيسيك كول التي تعني ("البحيرة الدافئة")، وهي ثاني أكبر بحيرة مالحة في العالم، والتي لا تتجمد أبدا بالرغم من ارتفاعها في جبال تيان شان.

## الجغرافية

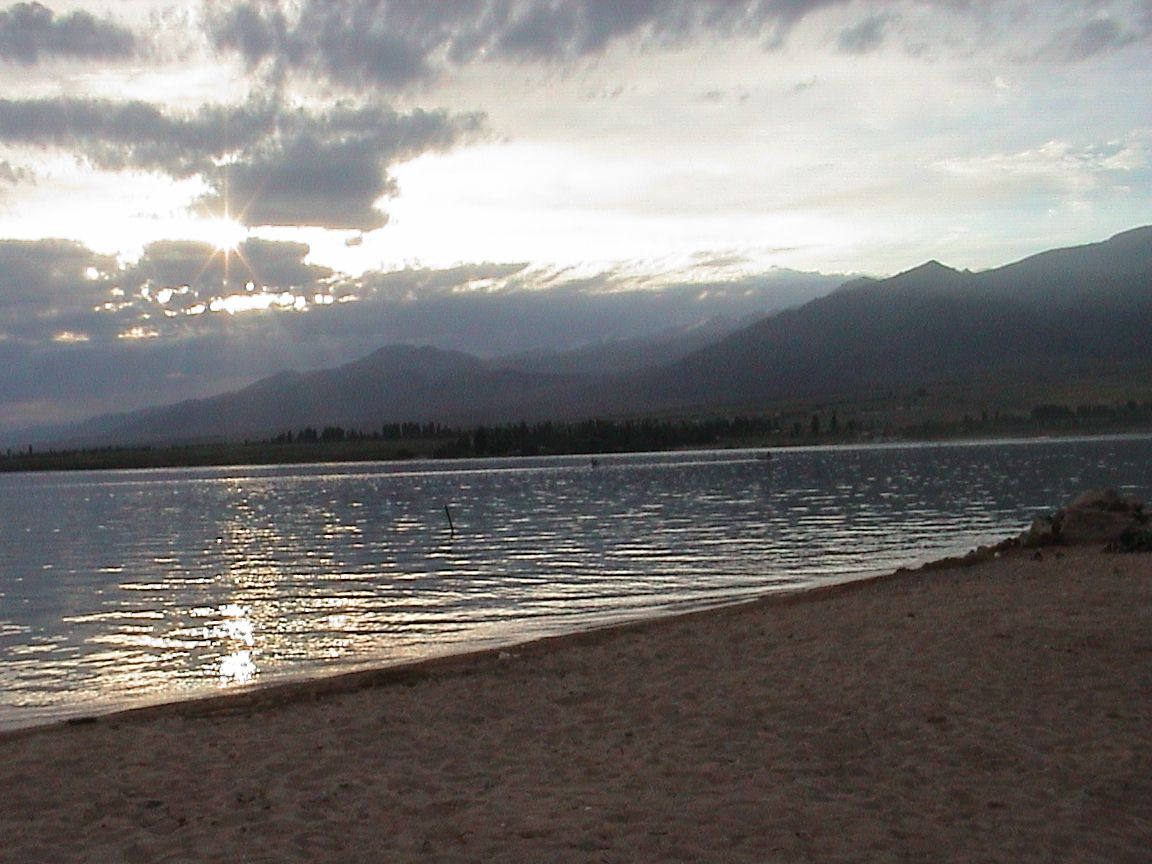
Lake Issyk-Kul at sundown

تهيمن على الشمال بحيرة بحيرة إيسيك كول على شكل العين، وتحيط بها تلال سلسلة جبال جبال تيان شان: جبال سلسلة جبال كونغوي ألا-تو من الشمال، وجبال Terskey Alatau من الجنوب. تقع أعلى قمم جبال جبال تيان شان ، بما في ذلك خان تنغري ، في أقصى شرق المنطقة.
يعيش معظم سكان المنطقة حول البحيرة، ولا سيما في مدن باليكتشي بالقرب من النهاية الغربية للبحيرة، وكاراكول بالقرب من نهايتها الشرقية.

## المؤشرات الاجتماعية والاقتصادية الأساسية
- السكان: 463,900 (تقييم 1 يناير 2015) بما في ذلك 130,800 سكان الحضر و333,100 سكان الريف [5]
- السكان العاملون: 180300 (2008) [6]
- السكان العاطلون عن العمل المسجلون: 4,902 (2008) [7]
- الصادرات: 18.8 مليون دولار أمريكي (2008) [8]
- الواردات : 221.7 مليون دولار أمريكي (2008) [8]
- الاستثمارات الأجنبية المباشرة: 1.1 مليون دولار أمريكي (في عام 2008) [9]

## التركيبة السكانية
اعتبارا من عام 2009، شملت منطقة إيسيك كول ثلاث بلدات، وخمس بلدة_من_النمط_المدني، و175 قرية. ووفقاً لتعداد السكان والمساكن لعام 2009، بلغ عدد سكانها الفعلي والدائم 116 425 نسمة و389 438 نسمة.

### التركيبة العرقية
ووفقاً لتعداد عام 2009، فإن التكوين الإثني (السكان بحكم القانون) في منطقة إيسيك - كول هو:
| المجموعة العرقية | التعداد السكاني | نسبة سكان منطقة إيسيك كول |
| ---------------- | --------------- | ------------------------- |
| قرغيز            | 377٬994         | 86.2%                     |
| روس              | 35٬275          | 8.0%                      |
| كازاخ            | 6٬464           | 1.5%                      |
| أويغور           | 3٬897           | 0.9%                      |
| قلميقيون         | 3٬801           | 0.9%                      |
| شعب دونغان       | 3٬124           | 0.7%                      |
| أوزبك            | 2٬982           | 0.7%                      |
| تتار             | 2٬098           | 0.5%                      |
| أوكرانيون        | 1٬170           | 0.3%                      |
| مجموعات أخرى     | 1٬584           | 0.3%                      |

## النقل
السكك الحديدية القادمة من الشمال الغربي (من بيشكيك) تنتهي في باليكشي. يمر الطريق السريع الرئيسي (A365) من بيشكيك عبر باليكشي وإلى منطقة نارين في طريقه إلى ممر توروغارت إلى الصين. الطريق السريع A363 يلتف حول البحيرة والطريق A362 يمتد شرقا من البحيرة إلى كازاخستان. Issyk-Kul International Airport يربطان المنطقة بألماتي في كازاخستان. مطار تشولبون- أتا ومطار تامغا ليس لديهما رحلات منتظمة.

## السياحة

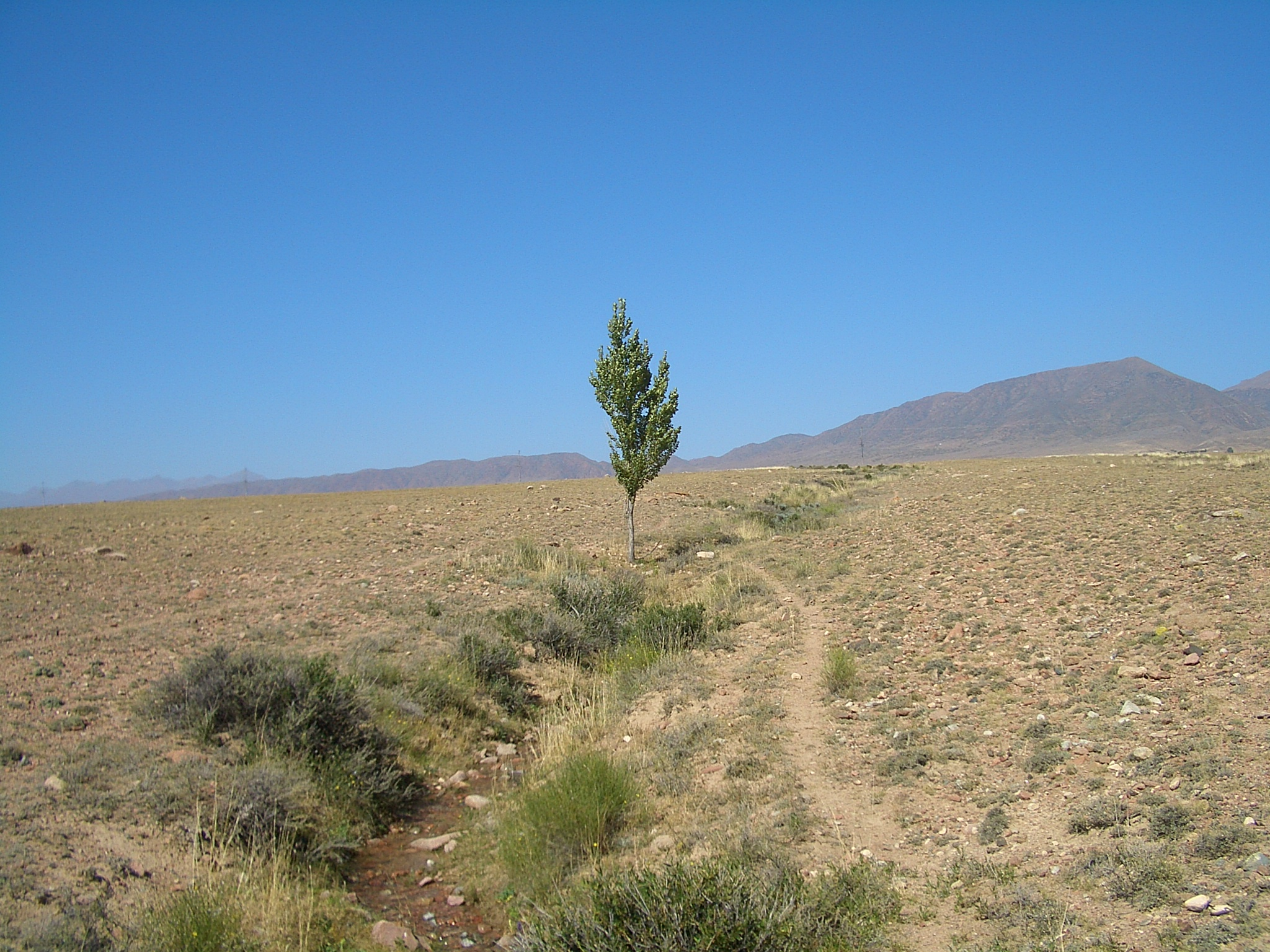
على الهضبة بين الشاطئ الشمالي لبحيرة إيسيك كول وسلسلة كيونغي ألاتاو (بالقرب من Tamchy)

كادت أن تكون المنطقة، التي تشبه جبال الألب أو كولورادو، مقصدا سياحيا رئيسيا لولا بُعدها، وبنيتها التحتية القديمة، والصراع المتنامي بين القوميين القيرغيزيين وفصائل الاستقلال، والذي اندلع آخر مرة في كانون الأول/ديسمبر 2008 مما أسفر عن مقتل 39 مدنيّا. في الوقت الحالي، أغلب زوّار المنطقة من السكان المحليين الذين يستخدمون مباني الحقبة السوفياتية المنتشرة حول البحيرة ونوع آخر أكثر مغامرة من السياح الدوليين.

## المناطق
تنقسم إيسيك كول إداريا إلى خمس مناطق:
| District           | Capital              | Map |
| ------------------ | -------------------- | --- |
| Ak-Suu District    | كاراكول_(قيرغيزستان) |     |
| Jeti-Ögüz District | كيزيل-سو             |     |
| منطقة تونغ         | بوكونبايفو           |     |
| منطقة توب          | قرية توب             |     |
| Issyk-Kul District | شولبون_آتا           |     |